# Med vänlig hälsning
Med vänlig hälsning är en dokumentärserie i sex delar, producerad av Nordisk Film TV för SVT. Programmet gick våren 2008 på SVT1.
Filmarna Andreas Morland och Niklas Vargö har tillsammans skapat personliga porträtt på sex olika svenska kulturpersonligheter.

## Avsnitt
- Program 1 - Mira Bartov
- Program 2 - Eric Gadd
- Program 3 - Melinda Kinnaman
- Program 4 - Charlotte Petri Gornitzka
- Program 5 - Barbro Hedvall
- Program 6 - Joanna Rubin Dranger